# Freddie Prinze

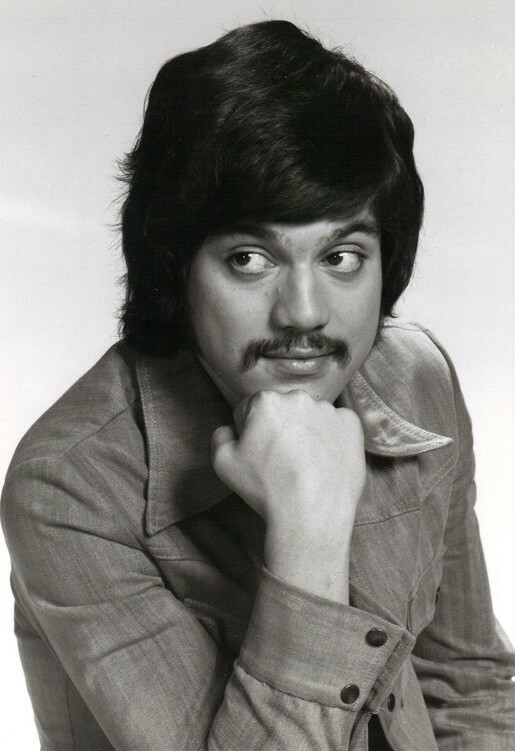
Freddie Prinze im Jahr 1975

Freddie Prinze (* 22. Juni 1954 in New York City, New York; † 29. Januar 1977 in Los Angeles, Kalifornien; eigentlich Frederick Karl Pruetzel) war ein US-amerikanischer Schauspieler und Bühnenkomiker. Einem breiten Publikum wurde er bekannt durch seine Haupt- bzw. Titelrolle als Chico in der US-Sitcom Die Zwei von der Tankstelle. Er war der Vater des Schauspielers Freddie Prinze junior.

## Biografie
Freddie Prinze wurde als Sohn einer Puerto-Ricanerin in New York geboren. Die Herkunft seines Vaters, Edward Karl Pruetzel, ist nicht sicher belegt; es wird jedoch vermutet, dass dieser ungarischer Abstammung sei und 1934 aus Deutschland nach New York emigrierte. Sein Sohn, Freddie Prinze Jr., bestätigt die deutsche Abstammung seines Vaters.
Freddie Prinze wuchs in dem hispanisch geprägten Stadtviertel Washington Heights auf, wo er eine private Schule besuchte. Schon als Kind erhielt er Ballettunterricht und besuchte später die Fiorello H. LaGuardia High School of Music & Art and Performing Arts in Manhattan. Dort entdeckt er sein Talent als Stand-Up-Komiker und verließ die High School im Abschlussjahr, um eine Karriere als Bühnenkomiker zu beginnen.
Nach mehreren erfolgreichen Auftritten in den New Yorker Clubs absolvierte Prinze als 19-Jähriger seinen ersten Fernsehauftritt in der Show von Jack Paar. Im Dezember 1973 folgte der erste von mehreren Auftritten in der Tonight Show. Dort wurde der Produzent James Komack auf Prinze aufmerksam, der ihn zum Hauptdarsteller der neuen Sitcom Die Zwei von der Tankstelle (Originaltitel Chico and the Man) machte.
Chico and the Man mit Prinze in der Titelrolle startete am 13. September 1974, wurde zu einem großen Erfolg und brachte ihm eine Golden-Globe-Nominierung im Jahr 1977 ein. Neben seiner Serienrolle spielte Prinze 1976 in dem Fernsehfilm The Million Dollar Rip-Off mit und trat als Gaststar in mehreren Shows auf.
1975 heiratete Prinze Katherine Cochran, 1976 kam ihr gemeinsamer Sohn Freddie Prinze junior zur Welt. Freddie Prinzes Drogenmissbrauch führte aber dazu, dass die Ehe nach nur zwei Jahren scheiterte. Von der Trennung schwer getroffen, fügte er sich offenbar unter Drogeneinfluss am 28. Januar 1977 in einem Hotelzimmer in Los Angeles eine Schussverletzung zu, der er einen Tag später erlag.

## Filmografie
- 1974–1977: Die Zwei von der Tankstelle (Chico and the Man)
- 1976: The Million Dollar Rip-Off